# Xã Marion, Quận Lawrence, Indiana
Xã Marion (tiếng Anh: Marion Township) là một xã thuộc quận Lawrence, tiểu bang Indiana, Hoa Kỳ. Năm 2010, dân số của xã này là 9.449 người.